# معركة كنزان
معركة كنزان؛ حدثت بين الملك عبد العزيز وبني هاجر والسبعان والقبائل التابعة له وبين قبيلة العجمان في 15 شعبان 1333هـ الموافق 28 يونيو 1915م بمنطقة كنزان بمنطقة الأحساء، مما ادى لفرار العجمان وزبن كلا من امير الكويت وامير قطر انذاك.

## الموقع
تقع منطقة كنزان من حدود قرية الكلابية جنوبا-إلى الجرن شمالًا-ومن نهاية مزارع الشعبة غربًا-إلى عمق 5 كم شرقًا-تسمى البريقة حاليًّا ومن ضمن المنطقة الحربية مخطط الصفا الحالي ومزارع البريقا الحالية.

## المعركة
توجه الملك عبد العزيز بقواته المكونه من قبيلة سبيع بقيادة ال ابوثنين الشيخ مسلط الأزمع أبوثنين والشيخ ناصر الأزمع أبوثنين والشيخ محمد الأزمع أبوثنين الملقب (بالخلاوي) إلى كنزان وانضم اليهم أمير قبيلة بني هاجر الأمير شافي بن سالم آل شافي وبني هاجر كافةً، وأطلق عليهم الملك عبد العزيز (خزنة الظفر) حيث دارت المعركة في 15 شعبان 1333 هـ وشن عبد العزيز آل سعود هجومًا على عموم استحكامات العجمان ومن كل الجهات، فاستقبلوه هم ببنادقهم وسيوفهم ووقعت قوات الملك عبد العزيز في كمين وقتلوا شقيقه الأمير سعد بن عبد الرحمن آل سعود وضربوا عبد العزيز آل سعود في بطنه ضربة اخرجت أمعائه حيث قام آل أبوثنين بالحيلولة دون قتل الملك عبد العزيز والتقطوه من ميدان المعركة إلى المنطقة الخلفية علي حصان مطر أبوثنين.

### الأحداث
حدثت المعركة بين الملك عبد العزيز وبقواته المكونة من قبيلة سبيع بقيادة آل أبوثنين الشيخ مسلط الأزمع أبوثنين والشيخ ناصر الأزمع أبوثنين والشيخ محمد الأزمع أبوثنين الملقب (بالخلاوي) وبني هاجر والقبائل التابعة له وبين قبيلة العجمان بالقرب من جبل كنزان في الأحساء عندما اعتدى العجمان على عشائر مبارك الصباح فنهبوا مواشيه فكتب ابن الصباح إلى عبد العزيز يطلب منه تأديبهم ورد المنهوبات فأجابه عبد العزيز أن العجمان لا يرجعون ما ينهبون إلا بحرب. وقرر الخروج إليهم، ليؤدبهم في مواطنهم في الأحساء، في وقت اشتداد الحرارة، في شعبان 1333هـ/يونيو 1915. واتفق مع حاكم الكويت، مبارك الصباح، على أن يسانده ويمده بالسلاح والرجال، وألا يستقبل تلك القبيلة، إنْ لجأت إليه. وقصد الأمير عبد العزيز الأحساء ومعه جنود، لا يتجاوز عددهم ثلاثمائة رجل وجنّد من أهل الأحساء حوالي تسعمائة مقاتل. وكانوا يسيرون ليلاً، لتلافي الحرارة الشديدة. والتقى العجمان في موقع يقال له "كَنْزَان"، حيث بدت لهم الأشجار، في وسط رمال النفود، في الليل، كأنها بيوت من الشعر. فشرع جنود ابن سعود، من أهل الأحساء، يطلقون النار من بنادقهم. ولكن العجمان خرجوا من بيوتهم وكمنوا وراء الأشجار. ولما تقدم المهاجمون، انقض العجمان عليهم من مكامنهم ومن خلفهم. واحتدم القتال، في الليل، ودارت الدائرة على ابن سعود وجنوده. وجرح الأمير عبد العزيز. وقتل أخوه سعد بن عبد الرحمن. وتقهقرت قواته نحو الأحساء. وكان ذلك في 15 شعبان 1333هـ/29 يونيو 1915. تعقبت جموع العجمان قوات ابن سعود، وحاصرتهم في بلدة الهفوف. وشددوا عليهم الحصار أكثر من ستة أشهر. وكانت تصل العجمان إمدادات من ابن رشيد، وغيره من أمراء الخليج، ويرعون إبلهم وخيلهم في حرث أهل الأحساء، ويتغذون بثمار نخيلهم. ولما اشتد الحصار، كتب الأمير عبد العزيز إلى والده، الإمام عبد الرحمن بن فيصل، لنجدته. فجهز له قوة كبيرة من أهل نجد، سار بها ابنه، محمد بن عبد الرحمن، استطاعت أن تخفف من وطأة الحصار على المحاصرين. ووصلت نجدات أخرى، من الكويت، بقيادة سالم بن مبارك الصباح، ومن القصيم. وخاضت القوات القادمة للنجدة، والقوات المحاصرة، قتالاً شديداً ضد العجمان. وجرت جولات بين الفريقَين، اضطر، بعدها، العجمان إلى الانسحاب من أطراف الأحساء، متجهين إلى الشمال. فاقتفى أثرهم الأمير عبد العزيز بن سعود. ولم يتمكن من اللحاق بهم. وواصل العجمان فرارهم نحو الكويت، حيث آواهم الشيخ مبارك الصباح، على الرغم من العهد الذي بينه وبين ابن سعود. وخسر ابن سعود، في معركته مع العجمان، عدداً كبيراً من رجاله.